# رباط تهیگاهی‌کمری
رُباط تُهیگاهی‌کَمَری یا ایلیولومبار رباطی است که استخوان تهیگاهی (ایلیوم) را به زائده عرضی پنجمین مهره کمری متصل می‌کند. محل اتصال آن بر روی استخوان تهیگاهی در ناحیه ستیغ تهیگاهی است. زمانی که یک نقص خاجی‌تهیگاهی (ساکروایلیاک) واقعی وجود دارد، این رباط غالباً دردناک می‌گردد.